# PetroChina Company
A PetroChina (NYSE: PTR) é a maior empresa petrolífera da China e a maior do mundo em valor de mercado, é uma subsidiária da China National Petroleum Corporation (CNPC), uma das três grandes companhias petrolíferas semiestatais chinesas.

## História
Em Novembro de 1999 a PetroChina foi fundada, como resultado de uma reorganização da CNPC, que agregou suas atividades ‘upstream’ na nova empresa. Na reestruturação, a CNPC injetou na PetroChina a maior parte dos ativos e passivos da CNPC relacionados a seus negócios de exploração e produção, refino e comercialização, produtos químicos e gás natural.
Em 2005, devido à ligação da Sinopec com o Sudão através da empresa controladora China Petrochemical Corporation, vários investidores institucionais, como Harvard e Yale, decidiram, alienar-se da Sinopec. Os esforços de desinvestimento do Sudão continuaram concentrados na PetroChina desde então. A Fidelity Investments, após pressão de grupos ativistas contra o genocídio em Darfur, também anunciou em um comunicado nos EUA que havia vendido 91% de seus American Depositary Receipts na PetroChina no primeiro trimestre de 2007.
Em Novembro, ocorre um derrame de produtos químicos em Harbin, que deixou graves conseqüências, como o desabastecimento de milhões de pessoas durante vários dias, poluição do rio Songhua, mal estar diplomático com a Rússia, que culminou com uma punição severa para a PetroChina e o levante de um debate sobre as penas brandas sobre questões ambientais na China.
Em Maio do mesmo ano, a empresa realiza a maior descoberta petrolífera da década, na China: o campo de Bohai, na costa nordeste do país. Em Novembro a companhia estréia no Hang Seng Index e na Bolsa de Valores de Xangai, onde atinge valor de mercado superior a 1 trilhão de dólares.
Protestos ocorrem em maio de 2008 na cidade de Chengdu, contra o projeto de construção de uma petroquímica por parte da PetroChina. O receio da população é a poluição que o empreendimento poderá causar. No fim do ano, a empresa realiza a maior emissão de bônus de uma sociedade por ações no pais, no valor de US$ 11,7 bilhões.
Em Maio de 2009 a PetroChina atingiu valor de mercado de US$ 336 bilhões, ultrapassando a americana e também petrolífera ExxonMobil, porém apos algum tempo voltou a segunda posição.
Em 19 de agosto de 2009, a PetroChina assinou um acordo de A$ 50 bilhões com a ExxonMobil para comprar gás natural liquefeito do campo Gorgon na Austrália Ocidental, considerado o maior contrato já assinado entre a China e a Austrália, o que garante à China um fornecimento estável de combustível GNL por 20 anos. Este acordo foi formalmente garantido, apesar das relações entre a Austrália e a China estarem em seu ponto mais baixo em anos, após o caso de espionagem da Rio Tinto e a concessão de vistos a Rebiya Kadeer para visitar a Austrália. 
A refinaria do distrito de Dushanzi da PetroChina tornou-se totalmente operacional em 24 de setembro de 2009. A refinaria é a maior da China, com capacidade anual de processar 10 milhões de toneladas de petróleo e 1 milhão de toneladas de etileno. A refinaria é parte integrante das ambições da China de importar petróleo do Cazaquistão.
Em janeiro de 2010, é considada pela Ernst & Young a empresa de maior valor de mercado do mundo.
Em fevereiro de 2011, a PetroChina concordou em pagar US$ 5,4 bilhões por uma participação de 49% nos ativos de xisto de Duvernay, no Canadá , de propriedade da Encana. Foi o maior investimento da China em gás de xisto até o momento.  A subsidiária da PetroChina no Canadá chama-se PetroChina Canada e tem um escritório em Calgary. Opera sob a direção de Li Zhiming. 
A China assinou um acordo em 2016 com a Nepal Oil Corporation para vender 30% do consumo total de petróleo do Nepal  A China planeja construir um oleoduto para Panchkhal, no Nepal, juntamente com um depósito de armazenamento. 
Em 2017, as ações da PetroChina subiram após o aumento dos preços do gás natural para uso comercial. 
Em fevereiro de 2019, como parte da joint venture Arrow Energy com a Royal Dutch Shell, a empresa recebeu arrendamentos de A$ 10 bilhões (AUS) para o projeto Surat em Queensland, Austrália.  Liaoyang Petrochemical Corp, uma unidade da PetroChina, em maio de 2019 exportou para a Europa pela primeira vez.  A PetroChina registrou lucro de US$ 4 bilhões em 2019. 

## Projetos

### Gás do Oeste para o Leste
A PetroChina tem um projeto para transmissão de gás natural da região ocidental do país para a industrializada região oriental, com o argumento de oferecer a energia de que necessita a região para continuar se desenvolvendo. Porém, muitos dizem que não há avaliações de impactos sociais e ambientais, e que a construção do gasoduto poderia afetar a fauna das regiões circundantes. Já o governo tibetano exilado argumenta que o projeto consiste mais em um plano de consolidação do domínio chinês nestas regiões do que um projeto de desenvolvimento.

### Gasoduto Oeste-Leste I
A construção do Gasoduto Oeste-Leste começou em 2002. O gasoduto foi colocado em operação experimental em 1º de outubro de 2004, e o fornecimento comercial total de gás natural começou em 1º de janeiro de 2005. O gasoduto pertence e é operado pela PetroChina West-East Gas Pipeline Company, uma subsidiária da PetroChina. Originalmente, foi acordado que a PetroChina seria proprietária de 50% do gasoduto, enquanto a Royal Dutch Shell, Gazprom e ExxonMobil deveriam deter 15% cada, e a Sinopec 5%. No entanto, em agosto de 2004, o Conselho de Administração da PetroChina anunciou que, após discussões de boa fé com todas as partes do Acordo-Quadro da Joint Venture, as partes não conseguiram chegar a um acordo e o acordo-quadro da joint venture foi rescindido. 
O gasoduto de 4.000 quilômetros vai de Lunnan, em Xinjiang, a Xangai.  O gasoduto passa por 66 cidades nas 10 províncias da China. O gás natural transportado pelo gasoduto é usado para produção de eletricidade na área do delta do rio Yangtze. A capacidade do gasoduto é de 12 bilhões de metros cúbicos de gás natural anualmente.  O custo do gasoduto foi de US$ 5,7 bilhões. Até o final de 2007,  foi planejada que a capacidade seria aumentada para 17 bilhões de metros cúbicos. Para isso, serão construídas dez novas estações de compressão de gás e oito estações existentes serão modernizadas. 
O Gasoduto Oeste-Leste está conectado ao gasoduto Shaan-Jing por três ramais.  O ramal Ji-Ning de 886 quilômetros entre a Estação de Distribuição de Qingshan e a Estação de Distribuição de Anping tornou-se operacional em 30 de dezembro de 2005.

### Fonte de abastecimento
O gasoduto é abastecido pelos campos de petróleo e gás da Bacia de Tarim, na província de Xinjiang. A área de gás de Changqing, na província de Xianxim, é uma fonte secundária de gás. No futuro, o planejado gasoduto Cazaquistão-China será conectado ao Gasoduto Oeste-Leste.
A partir de 15 de setembro de 2009, o oleoduto passou a ser abastecido com metano de carvão da Bacia de Qinshui em Shanxi. 

### Gasoduto Oeste-Leste II
A construção do segundo Gasoduto Oeste-Leste começou em 22 de fevereiro de 2008. O gasoduto com um comprimento total de 9.102 quilômetros, incluindo 4.843 quilômetros  da linha principal e oito sub-linhas, será executado a partir de Khorgas no noroeste de Xinjiang para Guangzhou (Cantão) em Guangdong. Até Gansu, será paralelo e interligado com o primeiro Gasoduto Oeste-Leste. A parte oeste do gasoduto deverá ser comissionada em 2009, e a parte leste em junho de 2011. 
A capacidade do segundo gasoduto é de 30 bilhões de metros cúbicos de gás natural por ano. É abastecido principalmente pelo gasoduto Ásia Central-China. O gasoduto está orçado em US$ 20 bilhões. O projeto é desenvolvido pela China National Oil and Gas Exploration and Development Company (CNODC), uma joint venture da Corporação Nacional de Petróleo da China e da PetroChina. 
A construção do terceiro oleoduto começou em outubro de 2012 e deve ser concluída em 2015. O terceiro oleoduto vai de Horgos, no oeste de Xinjiang, até Fuzhou, em Fujian.  Ele cruzará as províncias de Xinjiang, Gansu, Ningxia, Shaanxi, Henan, Hubei, Hunan, Jiangxi, Fujian e Guangdong.
O comprimento total do terceiro oleoduto é de 7.378 quilômetros, incluindo 5.220 quilômetros de tronco e oito ramais. Além disso, o projeto inclui três estações de armazenamentos de gás e uma planta de GNL. Terá uma capacidade de 30 bilhões de metros cúbicos de gás natural por ano, com pressão operacional de 10 a 12 megapascais. O gasoduto será abastecido pela Linha C do gasoduto Ásia Central–China, suplementado pela bacia de Tarim e metano das minas de carvão em Xinjiang. Os compressores para a tubulação são fornecidos pela Rolls-Royce.